# Asbest (band)
 For alternative betydninger, se Asbest (flertydig). (Se også artikler, som begynder med Asbest)
Det danske hardcore band Asbest blev dannet omkring det københavnske miljø i Ungdomshuset og de spillede et hav af koncerter i deres levetid. Musikken var meget lig Black Flag og andre bands i den genre. De har udgivet to 7" singler, hvoraf den ene udkom efter bandets opløsning. Deres plader udkom bl.a. på det danske pladeselskab Kick'n'Punch, og genudgivet på Hjernespind.

## Musikere
- Klaus (Vokal)
- Kasper (Trommer)
- Johan (Bas)
- Tue (Guitar)

## Discografi
- Man Kan Dø Af Det! Demo (Maximum O.D. 2002)
- Nyt Blod 7" (Hjernespind 2003)
- Klaustrofobi 7" (Kick N' Punch 2005)

### Compilations
- København I Ruiner 2x7" (Kick N Punch 2003)

## Ekstern kilde/henvisning
- http://www.kicknpunch.com Arkiveret 5. juli 2019 hos  Wayback Machine
- http://www.hjernespind.com Arkiveret 27. oktober 2020 hos  Wayback Machine